# گالوانیزه‌کردن

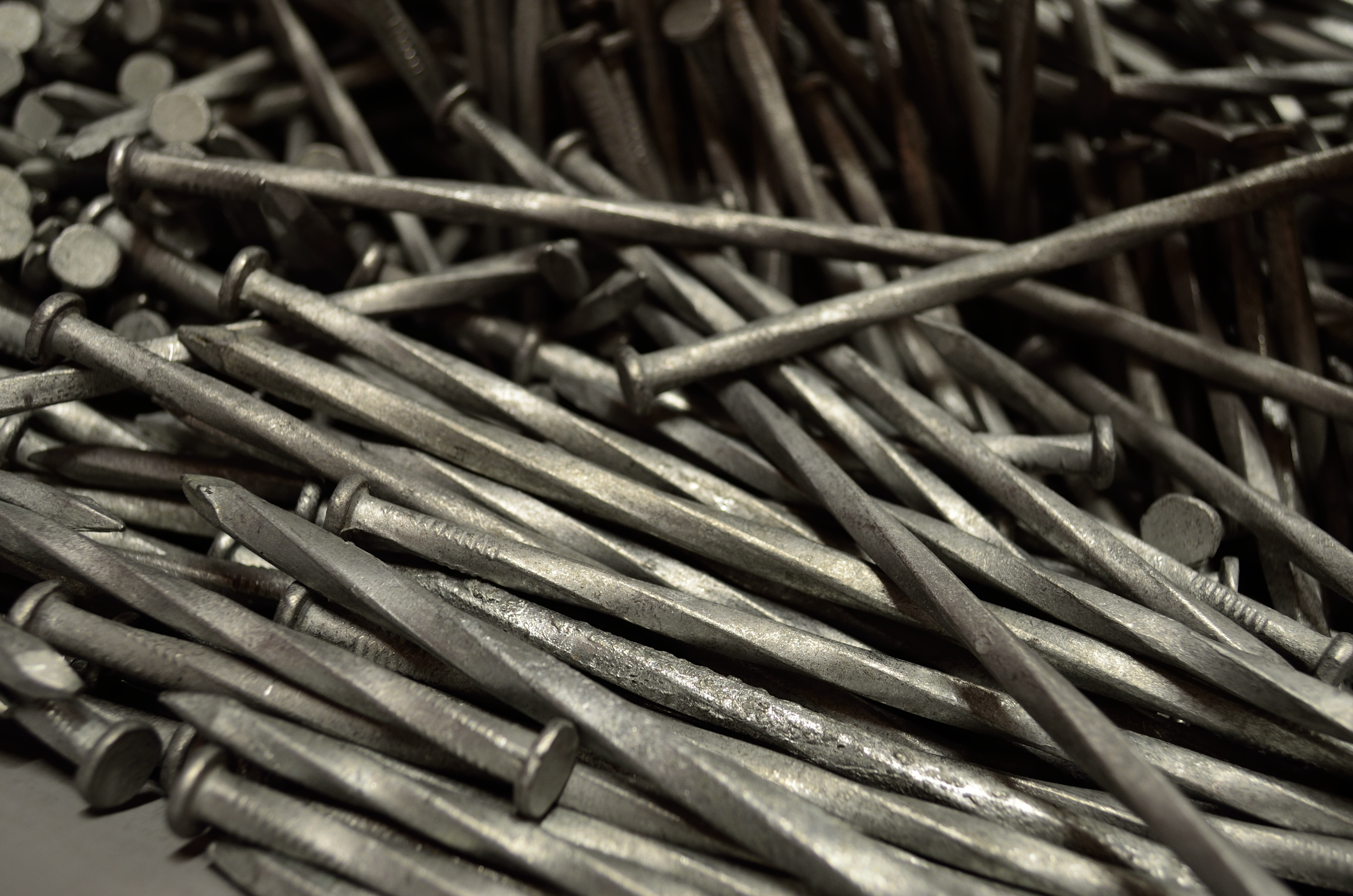
میخ‌های گالوانیزه شده.

گالوانیزاسیون (به فرانسوی: Galvanisation) یکی از روش‌های محافظت از خوردگی با ایجاد خوردگی گالوانیک است که توسط پوشاندن فلز مادر توسط لایه‌ای از فلز محافظ به صورت آند فداشونده در سری گالوانیک (معمولاً روی) انجام می‌شود. در این حالت پوشش خورده شده و فلز مادر محافظت می‌شود. این فرایند نوع خاصی از حفاظت گالوانیکی است. میزان مقاومت پوشش متناسب با ضخامت آن است. این روش یکی از اقتصادی‌ترین روش‌های محافظت فولادها در محیط‌های خورنده است.
این فرایند به نام لویجی گالوانی دانشمند ایتالیایی نامگذاری شده‌است.

## روش‌ها

### گالوانیزه گرم
این گونه گالوانیزه‌کردن توسط غوطه‌وری زیرلایه در مذاب روی به دو صورت مداوم و بچ انجام می‌شود. این روش برای پوشش‌دهی با ضخامت بیش از ۲۵ میکرومتر مناسب است.
جهت انجام گالوانیزه گرم به طور کلی در سه مرحله صورت می گیرد که هر مرحله نیز می تواند از چند مرحله دیگر تشکیل شده باشد. این مراحل عبارتند از
آماده سازی
گالوانیزه نمودن
عملیات تکمیلی
آماده سازی
جهت انجام فرایند گالوانیزه سطح مقطع می بایست کاملاً آماده شود برای این منظور چربی زدایی، اسیدشویی، شستشو، فروبردن قطعه در فلاکس مناسب و پیش گرم نمودن قطعه می بایست صورت گیرد.

### الکتروگالوانیزاسیون (گالوانیزه سرد)
در این روش پوشش روی به صورت پوشش‌دهی الکتریکی (الکتروپلیت) بر روی زیرلایه اعمال می‌شود.

## استانداردها
استانداردهای گالوانیزاسیون محصولات آهنی و فولادی شامل ضخامت/وزن پوشش، چسبندگی و ظاهر قطعات در استانداردهای ‎ASTM A123‎، ISO 1461 ‎‎، CAN/CSA G164 ‎‎ و AS/NZS 4680 ‎‎ آمده‌است.

## خوردگی و زنگ زدگی
فولاد گالوانیزه در صورت رعایت سایر اقدامات تکمیلی و لازم مانند پوشش های رنگ و آندهای قربانی (آند فدا شونده) اضافی، می تواند چندین دهه دوام بیاورد. میزان خوردگی در محیط های غیر نمکی عمدتاً به دلیل سطوح دی اکسید گوگرد در هوا ایجاد می شود.

## فولاد ساختمانی گالوانیزه
رایج ترین کاربرد فلز گالوانیزه، فولاد گالوانیزه است و سالانه صدها هزار تن محصولات فولادی در سراسر جهان گالوانیزه می شوند. در کشورهای توسعه یافته اکثر شهرهای بزرگتر دارای چندین کارخانه گالوانیزاسیون هستند و بسیاری از اقلام فولادی برای محافظت و طول عمر بیشتر گالوانیزه می شوند. معمولاً این موارد عبارتند از: نیمکت های خیابانی، چارچوب ساختمان، بالکن، ایوان، راه پله، نردبان، گذرگاه و غیره. فولاد گالوانیزه گرم نیز برای ساخت قاب های فولادی به عنوان یک مصالح ساختمانی اساسی برای ساختمان های اسکلت فلزی استفاده می شود.